# Istrian Spring Trophy 2023
L'Istrian Spring Trophy 2023, sessantaduesima edizione della corsa, valevole come prova del circuito UCI Europe Tour 2023 categoria 2.2, si svolse in tre tappe, precedute da un cronoprologo, dal 9 al 12 marzo 2023, per un percorso totale di 441,5 km, con partenza da Orsera e arrivo ad Umago, in Croazia. La vittoria fu appannaggio dell'olandese Tijmen Graat, il quale completò il percorso in 10h12'17", alla media di 45,393 km/h, davanti al ceco Adam Ťoupalík e al connazionale Darren van Bekkum. 
Sul traguardo di Umago 137 corridori, dei 175 partiti da Orsera, completarono la gara. 

## Tappe
| Tappa  | Data     | Percorso                   | km    | Vincitore di tappa | Leader cl. generale |
| ------ | -------- | -------------------------- | ----- | ------------------ | ------------------- |
| prol.  | 9 marzo  | Orsera (Cron. individuale) | 1,5   | Jan Sommer         | Jan Sommer          |
| 1ª     | 10 marzo | Parenzo > Fontane          | 153   | Artem Shmidt       | Artem Shmidt        |
| 2ª     | 11 marzo | Cittanova > Montona        | 173   | Tijmen Graat       | Tijmen Graat        |
| 3ª     | 12 marzo | Pisino > Umago             | 114   | Tilen Finkšt       | Tijmen Graat        |
| Totale | Totale   | Totale                     | 441,5 |                    |                     |

## Squadre partecipanti
| N.      | Cod. | Squadra                           |
| ------- | ---- | --------------------------------- |
| 1-6     | WSA  | WSA KTM Graz p/b Leomo            |
| 11-16   | EOK  | Eolo-Kometa Cycling Team          |
| 21-26   | GBF  | Green Project-BardianiCSF-Faizanè |
| 31-36   | SUI  | Svizzera                          |
| 41-46   |      | ARBÖ headstart ON-Fahrrad         |
| 51-56   | ADR  | Adria Mobil                       |
| 61-66   | ADQ  | Astana Qazaqstan DT               |
| 71-76   | ATT  | ATT Investments                   |
| 81-86   | CGF  | Groupama-FDJ Conti                |
| 91-96   | CPK  | Team Colpack Ballan               |
| 101-106 | CTK  | Cycling Team Kranj                |
| 111-116 | EFD  | EF Education-Nippo DT             |
| 121-126 | EKA  | Elkov-Kasper                      |
| 131-136 | HAC  | Hrinkow Advarics                  |
| 141-146 | HBA  | Hagens Berman Axeon               |

| N.      | Cod. | Squadra                        |
| ------- | ---- | ------------------------------ |
| 151-156 | ICA  | Israel-Premier Tech Academy    |
| 161-165 | JVD  | Jumbo-Visma Development Team   |
| 171-176 | LGS  | Ljubljana Gusto Santic         |
| 181-186 | MSP  | HRE Mazowsze Serce Polski      |
| 191-196 | PUS  | P&S Benotti                    |
| 201-206 | SRT  | Scorpions Racing Team          |
| 211-216 | RNO  | Rad-Net Oßwald                 |
| 221-226 | SVL  | Saris Rouvy Sauerland Team     |
| 231-236 | SWT  | Santic-Wibatech                |
| 241-245 | TER  | Team Technipes inEmiliaRomagna |
| 251-256 | TIR  | Tirol KTM Cycling Team         |
| 261-266 | TUU  | Tudor Pro Cycling Team U23     |
| 271-276 | VOS  | Voster ATS Team                |
| 281-286 |      | mebloJOGI Pro-concrete         |
| 291-295 |      | Kamen Team                     |

## Dettagli delle tappe

### Prologo
- 9 marzo: Orsera > Orsera – Cronometro individuale – 1,5 km

Risultati
| Pos. | Corridore     | Squadra     | Tempo |
| ---- | ------------- | ----------- | ----- |
| 1    | Jan Sommer    | Svizzera    | 1'44" |
| 2    | Thibaud Gruel | Groupama C. | s.t.  |
| 3    | Oded Kogut    | Israel Ac.  | s.t.  |

| Pos. | Corridore     | Squadra     | Tempo |
| ---- | ------------- | ----------- | ----- |
| 1    | Jan Sommer    | Svizzera    | 1'44" |
| 2    | Thibaud Gruel | Groupama C. | s.t.  |
| 3    | Oded Kogut    | Israel Ac.  | s.t.  |

### 1ª tappa
- 10 marzo: Parenzo > Fontane – 153 km

Risultati
| Pos. | Corridore       | Squadra | Tempo    |
| ---- | --------------- | ------- | -------- |
| 1    | Artem Shmidt    | Hagens  | 3h20'57" |
| 2    | Moritz Kretschy | Rad-Net | s.t.     |
| 3    | Patryk Stosz    | Voster  | s.t.     |

| Pos. | Corridore       | Squadra | Tempo    |
| ---- | --------------- | ------- | -------- |
| 1    | Artem Shmidt    | Hagens  | 3h22'36" |
| 2    | Moritz Kretschy | Rad-Net | a 1"     |
| 3    | Patryk Stosz    | Voster  | a 4"     |

### 2ª tappa
- 11 marzo: Cittanova > Montona – 173 km

Risultati
| Pos. | Corridore         | Squadra  | Tempo    |
| ---- | ----------------- | -------- | -------- |
| 1    | Tijmen Graat      | Jumbo DT | 4h19'00" |
| 2    | Adam Ťoupalík     | Elkov    | a 3"     |
| 3    | Darren van Bekkum | Jumbo DT | s.t.     |

| Pos. | Corridore         | Squadra  | Tempo    |
| ---- | ----------------- | -------- | -------- |
| 1    | Tijmen Graat      | Jumbo DT | 7h41'36" |
| 2    | Adam Ťoupalík     | Elkov    | a 7"     |
| 3    | Darren van Bekkum | Jumbo DT | a 8"     |

### 3ª tappa
- 12 marzo: Pisino > Umago – 114 km

Risultati
| Pos. | Corridore      | Squadra   | Tempo    |
| ---- | -------------- | --------- | -------- |
| 1    | Tilen Finkšt   | Adria     | 2h30'41" |
| 2    | Davide Persico | Colpack   | s.t.     |
| 3    | Arnaud Tendon  | Tudor U23 | s.t.     |

| Pos. | Corridore         | Squadra  | Tempo     |
| ---- | ----------------- | -------- | --------- |
| 1    | Tijmen Graat      | Jumbo DT | 10h12'17" |
| 2    | Adam Ťoupalík     | Elkov    | a 7"      |
| 3    | Darren van Bekkum | Jumbo DT | a 8"      |

## Evoluzione delle classifiche
| Tappa             | Vincitore         | Classifica generale Maglia gialla | Classifica a punti Maglia blu | Classifica scalatori Maglia verde | Classifica a squadre         |
| ----------------- | ----------------- | --------------------------------- | ----------------------------- | --------------------------------- | ---------------------------- |
| Prol.             | Jan Sommer        | Jan Sommer                        | Jan Sommer                    | non assegnata                     | Svizzera                     |
| 1ª                | Artem Shmidt      | Artem Shmidt                      | Oded Kogut                    | Menno Huising                     | Svizzera                     |
| 2ª                | Tijmen Graat      | Tijmen Graat                      | Oded Kogut                    | Menno Huising                     | Jumbo-Visma Development Team |
| 3ª                | Tilen Finkšt      | Tijmen Graat                      | Oded Kogut                    | Menno Huising                     | Jumbo-Visma Development Team |
| Classifica finale | Classifica finale | Tijmen Graat                      | Oded Kogut                    | Menno Huising                     | Jumbo-Visma Development Team |

Maglie indossate da altri ciclisti in caso di due o più maglie vinte
- Nella 1ª tappa Thibaud Gruel ha indossato la maglia blu al posto di Jan Sommer.

## Classifiche finali

### Classifica generale - Maglia gialla
| Pos. | Corridore          | Squadra     | Tempo     |
| ---- | ------------------ | ----------- | --------- |
| 1    | Tijmen Graat       | Jumbo DT    | 10h12'17" |
| 2    | Adam Ťoupalík      | Elkov       | a 7"      |
| 3    | D. van Bekkum      | Jumbo DT    | a 8"      |
| 4    | Alessio Martinelli | Gr. Project | a 19"     |
| 5    | Marcin Budziński   | Mazowsze    | a 28"     |
| 6    | Davide Piganzoli   | Eolo        | a 29"     |
| 7    | A. Monaco          | Technipes   | a 30"     |
| 8    | Jesse Maris        | Israel Ac.  | a 31"     |
| 9    | Fernando Tercero   | Eolo        | a 32"     |
| 10   | Moritz Kretschy    | Rad-Net     | a 37"     |

### Classifica a punti - Maglia blu
| Pos. | Corridore         | Squadra    | Punti |
| ---- | ----------------- | ---------- | ----- |
| 1    | Oded Kogut        | Israel Ac. | 48    |
| 2    | Davide Persico    | Colpack    | 41    |
| 3    | Darren van Bekkum | Jumbo DT   | 40    |
| 4    | Tilen Finkšt      | Adria      | 38    |
| 5    | Bartłomiej Ploc   | Santic     | 36    |

### Classifica scalatori - Maglia verde
| Pos. | Corridore          | Squadra     | Tempo |
| ---- | ------------------ | ----------- | ----- |
| 1    | Menno Huising      | Jumbo DT    | 14    |
| 2    | Alessio Martinelli | Gr. Project | 8     |
| 3    | Martin Messner     | WSA KTM     | 4     |
| 4    | Colin Savioz       | Groupama    | 3     |
| 5    | Tomasz Budziński   | Mazowsze    | 3     |

### Classifica a squadre
| Pos. | Squadra                         | Tempo     |
| ---- | ------------------------------- | --------- |
| 1    | Jumbo-Visma Development         | 30h38'18" |
| 2    | Israel-Premier Tech Academy     | a 37"     |
| 3    | Eolo-Kometa Cycling Team        | a 51"     |
| 4    | Santic-Wibatech                 | a 1'20"   |
| 5    | Gr. Project-BardianiCSF-Faizanè | a 1'30"   |